# Schlacht von Shirimni
Die Schlacht von Shirimni  (auch bekannt als Schlacht von Palakazio) wurde zwischen einer byzantinischen und einer georgischen Armee in der Nähe von Shirimni am Ufer des Palakazio-Sees (heute Çıldır Gölü, Türkei; damals Teil von Georgien) am 11. September 1021 ausgetragen.

## Hintergrund
Vor der Schlacht hatte es einen zwanzig Jahre anhaltenden Erbfolgestreit nach dem Tode Davids III. von Tao als Curopalates’, was den Streit um einige Gebiete an der georgisch-byzantinisch-armenischen Grenze einschloss. Es kam zum offenen Krieg als der neue georgische König Giorgi I. 1014 die umstrittenen Gebiete militärisch besetzen ließ. Zur Vergeltung führte 1021 der byzantinische Kaiser Basileios II. nach Georgien und drängte die Georgier tief in ihr Land zurück.   

## Schlacht
Sowohl die byzantinische als auch die georgische Armee wurden von ihren jeweiligen Königen angeführt. Die Armee des Basileios beinhaltete auch einige Waräger, auf georgischer Seite marschierten armenische Hilfstruppen mit. Die beiden Armeen trafen sich bei dem Dorf  Shirimni am Palakazio-See. Die Georgier standen kurz davor die Schlacht zu gewinnen, aber eine entschiedene Gegenattacke des Basileios wendete das Blatt. Zwei hochrangige georgische Generäle, Rati Baghvashi und Khursi, wurden in der Schlacht getötet. Nach diesem verlustreichen Sieg plünderte der Kaiser das Umland und kehrte schließlich zu seinem Winterquartier in Trapezunt zurück. 
Koordinaten: 41° 5′ 12″ N, 43° 8′ 52″ O